# Brian Molko
Brian Molko (født 10. december 1972) er vokalist og guitarist i bandet Placebo. Han er kendt for sin androgyne fremtoning, samt sine ærlige sangtekster der bl.a omhandler hans eget stofmisbrug. Han mener, at stoffer er en del af ungdomskulturen og at prøve at ignorere det, og lade som om det ikke er en del af vores samfund, er dumt. Han er biseksuel, men har dog stiftet en familie og er blevet far. I sine yngre dage var han kendt for sin fremtoning og åbenhed om seksualitet og stofmisbrug.

## Opvækst og skolegang
Hans far er amerikaner og hans mor er skotte, så da Brian Molko var ung flyttede familien meget, bl.a rundt i Skotland, Libanon og Luxembourg.
Brian Molko har refereret til en kort periode tilbragt i moderens hjemby Dundee, Skotland, som stedet/tiden hvor han voksede op. Hans far ønskede, at han skulle blive en bankmand, og familien var ikke venligt indstillet over for en kunstnerisk karriere. Brian gik i European School of Luxembourg, men måtte forlade skolen pga. mobning og gik senere på American International School of Luxembourg. Senere studerede han drama på Goldsmith College i London.